# Tigrioides histrionica
Tigrioides histrionica là một loài bướm đêm thuộc phân họ Arctiinae, họ Erebidae.